# 这不是爱… (电影乐队专辑)
《这不是爱…》（Это не любовь...）是苏联摇滚乐队电影的第四张录音室专辑。该专辑发行于1985年。2024年3月15日，該專輯的重製版發佈。2010年，该专辑在Afisha杂志列出的“有史以来50张最佳俄罗斯专辑”排行榜中排名第十。